# アフターバーン
Afterburn（アフターバーン）は、WWEが製作するSmackDownのダイジェスト番組。

## 概要
2002年に放送を開始。現在は海外向けに放映されており、アメリカでもWWEネットワークで放送されている。日本では2007年まで放送されたが、2016年1月からJ SPORTSで放送を再開。また、約1か月遅れでWWE公式YouTube、Jテレなどで日本語字幕版が放送されている。
関連番組としてRAWのダイジェスト版「Bottom Line」がある。